# 한얼고등학교
한얼고등학교(한얼高等學校)는 대한민국 부산광역시 남구 문현동에 있는 사립 고등학교이다.

## 학교 연혁
- 1965년 10월 3일 : 부산동구 1444번지에서 한얼학당 설립
- 1970년 10월 3일 : 설립자 겸 초대 교장에 한석봉(아호 한얼,효섭) 선생 취임, 부산직할시 동구 범일동 1436의 8번지에서 한얼재건학교(중,고등부) 개교(1970.09.07설립) (주.야 5학급, 총 57명)
- 1974년 2월 22일 : 한얼여자상업전수학교 개편인가(주야 24학급, 총 1,140명) (한얼재건학교 고등부 연차적폐교, 중등부 삼육고등공민학교와 합병)
- 1975년 2월 9일 : 부산광역시 남구 고동골로 69번 가길 54(문현동 557-1번지) 이전
- 1979년 3월 10일 : 초대 이사장에 한효섭 선생 취임
- 1979년 3월 24일 : 한얼학당을 학교법인 세화학원으로 변경하고 설립인가 신청(1979.03.28)
- 1981년 12월 24일 : 부산세화실업고등학교로 교명 변경
- 1982년 3월 31일 : 고등학교 학력인정 인가(교육부)
- 1982년 4월 9일 : 재단법인 부산의숙(설립자 박교준／부산시의회 초대의장) 흡수합병
- 1982년 12월 6일 : 재단법인 국제학원(설립자 채계태) 흡수합병
- 1992년 10월 1일 : 문현여자상업고등학교 개편 설립인가(학년당 주.야간 각 8학급)
- 1999년 9월 1일 : 학교법인 부성학원으로 명칭변경, 부성정보고등학교로 명칭변경(학년당 주간 10학급, 남.여공학)
- 2007년 8월 28일 : 종합형고(인문계 9학급, 전문계 15학급) 학칙 변경 인가
- 2008년 9월 1일 : 부성고등학교로 교명 변경
- 2014년 10월 3일 : 학교법인 부성학원 명칭을 학교법인 한얼교육재단으로 변경
- 2015년 7월 21일 : 부성고등학교 교명을 한얼고등학교로 변경(2016.3.1.시행)
- 2021년 8월 17일 : 제21대 이사장에 조서목 박사 취임
- 2024년 2월 8일 : 제54회 한얼고등학교 졸업식
- 2024년 3월 1일 : 제55회 한얼고등학교 입학식
- 2024년 3월 1일 : 제25대 교장 한효섭 박사 취임

## 참고 자료
- 한얼고등학교 - 한국교육학술정보원 학교알리미